# Wagaj
Wagaj (ros. Вагай) – rzeka w azjatyckiej części Rosji, lewy dopływ Irtysza. Przepływa przez Nizinę Zachodniosyberyjską. Jego dorzecze leży całkowicie w obwodzie tiumeńskim. U ujścia do Irtysza leży wieś Wagaj, centrum administracyjne rejonu wagajskiego.
Długość rzeki – 555 km, powierzchnia zlewni – 23 000 km², średni roczny przepływ 8,2 m³/s. Zasilanie śniegowe.
Dopływy: Bałachlej, Agitka – prawe, Aszłyk – lewy.